# Joyce Msuya

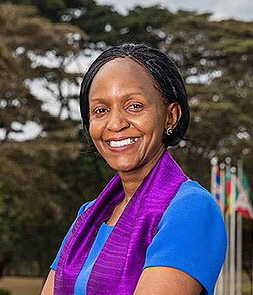
Joyce Msuya

Joyce Cleopa Msuya Mpanju (* 1968) ist eine tansanische Mikrobiologin. Sie ist seit 2022 stellvertretende Leiterin der UN-Koordinationsstelle für humanitärer Angelegenheiten (OCHA) und leitete die OCHA seit 1. Juli 2024 auch kommissarisch.

## Herkunft und Ausbildung
Joyce Msuya wurde 1968 in Tansania geboren.
Sie studierte Biochemie und Immunologie an der University of Strathclyde, wo sie 1992 mit einem Bachelor abschloss. 1996 erwarb sie einen Master in Mikrobiologie und Immunologie an der University of Ottawa in Ontario (Kanada).

## Karriere
Nach ihrer Ausbildung arbeitete Msuya zunächst in Tansania in verschiedenen privaten wie öffentlichen Projekten, bevor sie als Analystin für internationale Gesundheitspolitik
am Liu Center for Global Studies (heute Liu Institute for Global Issues) an die University of British Columbia in Vancouver wechselte.
1998 kam sie als Gesundheitsexpertin zur Weltbank. Bei der Internationalen Bank für Wiederaufbau und Entwicklung sammelte sie Erfahrung in Entwicklungsökonomie und Kreditvergabe im Gesundheitssektor. 2001 wurde sie Beraterin des Weltbank-Chefökonomen Nicholas Stern. Von 2005 bis 2011 arbeitete sie bei der Internationalen Finanz-Corporation in den Abteilungen Operational Strategy and Manufacturing, Agribusiness & Services.
2011 wurde sie zur Regionalkoordinatorin für Ostasien und die Pazifikregion in der Geschäftsstelle des Weltbank-Instituts ernannt. Ab April 2014 baute Msuya die erste südkoreanische Geschäftsstelle der Weltbank im Songdo-Bezirk in Incheon auf und leitete diese drei Jahre lang. In der Folge war sie als Beraterin des Weltbank-Vizepräsidenten für Ostasien und die Pazifikregion mit Sitz in Washington, D.C. tätig.
Am 21. Mai 2018 wurde Msuya von UN-Generalsekretär António Guterres für fünf Jahre zur stellvertretenden Direktorin des Umweltprogramms der Vereinten Nationen (UNEP) ernannt. Sie folgte in diesem Amt dem Mauretanier Ibrahim Thiaw, der zum Exekutivdirektor des UNCCD ernannt worden war.
Nach dem Rücktritt von Erik Solheim als leitendem Direktor des UNEP im November 2018 übernahm Msuya kommissarisch das Amt der Exekutivdirektorin, bis Inger Andersen im Februar 2019 dieses Amt offiziell übernahm.
Ab 2022 war Msuya stellvertretende Leiterin der Koordinationsstelle der Vereinten Nationen für Humanitäre Angelegenheiten OCHA (engl.: Acting Under-Secretary-General for Humanitarian Affairs and Emergency Relief Coordinator), nach dem Rücktritt von Martin Griffiths leitet sie seit 1. Juli 2024 die Institution kommissarisch.

## Privatleben
Msuya ist verheiratet und hat zwei Kinder.

## Quellnachweise
1. 1 2 3 4  Kevin Kelley:  Tanzanian lands senior UNEP post In: The EastAfrican, 22. Mai 2018 (englisch).
2. ↑  John Namkwahe:  Tanzanian lands top UN job In: The Citizen (Tanzania), 22. Mai 2018 (englisch).
3. ↑  Azania Post Reporter: Tanzanian economist appointed to head UNEP. Azaniapost.com, 22. Mai 2018, abgerufen am 22. Mai 2018 (englisch).
4. ↑  https://www.unbonn.org/de/node/13253 abgerufen am 6. April 2019
5. ↑  Note to Correspondents on the resignation of Erik Solheim. In: United Nations Secretary-General. 20. November 2018, abgerufen am 23. November 2018 (englisch).
6. ↑  Joyce Msuya of Tanzania named Assistant Secretary-General, Deputy Executive Director at UN Environment. In: United Nations Environment Programme. 21. Mai 2018, abgerufen am 15. August 2024 (englisch).
7. ↑  Acting Under-Secretary-General for Humanitarian Affairs and Emergency Relief Coordinator, Assistant Secretary-General for Humanitarian Affairs and Deputy Emergency Relief Coordinator. United Nations Secretary-General, abgerufen am 15. August 2024 (englisch).

| Personendaten    | Personendaten                               |
| ---------------- | ------------------------------------------- |
| NAME             | Msuya, Joyce                                |
| ALTERNATIVNAMEN  | Msuya Mpanju, Joyce Cleopa                  |
| KURZBESCHREIBUNG | tansanische Mikrobiologin und UN-Direktorin |
| GEBURTSDATUM     | 1968                                        |